# Take My Hand
"Take My Hand" là một bài hát được viết bởi Dido Armstrong và Richard Dekkard, đây cũng là bài hát cuối cùng trích từ album phát hành năm 1999 No Angel. Bài hát bắt đầu bằng một màu sắc mạnh mẽ và sau đó kết thúc bằng tiếng đàn guitar.
Vào tháng 6 năm 2004, ca khúc được DJ Darren Tate phối lại cùng Jurgen Vries và đạt vị trí thứ 23 trên UK Singles Chart. Dido không góp giọng trong phiên bản này, mà thay vào đó là các nhạc cụ điện tử và giai điệu sôi động trong suốt bài.

## Danh sách bài hát
1. Take My Hand (bản chỉnh sửa của đài phát thanh) 3:19
2. Deliverance (bản chỉnh sửa của 12") 5:13
3. Take My Hand (bản chỉnh sửa giọng CD 12") 6:00
4. Take My Hand (bản phối lại của Piece Process 12") 5:22

### Các bảng xếp hạng
| Bảng xếp hạng (2002)                | Thứ hạng cao nhất |
| ----------------------------------- | ----------------- |
| US Hot Dance Club Songs (Billboard) | 1                 |